# Bierbasze
Bierbasze, także Birbasze (biał. Бербашы, Bierbaszy; ros. Бербаши, Bierbaszy) – wieś na Białorusi, w obwodzie grodzieńskim, w rejonie korelickim, w sielsowiecie Mir.

## Historia
W XIX i w początkach XX w. położone były w Rosji, w guberni mińskiej, w powiecie nowogródzkim, w gminie Mir.
W dwudziestoleciu międzywojennym zaścianek leżący w Polsce, w województwie nowogródzkim, w powiecie stołpeckim, w gminie Mir. W 1921 miejscowość liczyła 137 mieszkańców, zamieszkałych w 23 budynkach, wyłącznie Polaków. 118 mieszkańców było wyznania rzymskokatolickiego i 19 prawosławnego.
Po II wojnie światowej w granicach Związku Sowieckiego. Od 1991 w niepodległej Białorusi.